# SES-14/GOLD
O SES-14/GOLD é um satélite de comunicação geoestacionário que foi construído pela Airbus Defence and Space. Ele está localizado na posição orbital de 47,5 graus de longitude oeste e é operado pela SES em parceria com a NASA. O satélite foi baseado na plataforma Eurostar-3000EOR e sua expectativa de vida útil é de 15 anos.

## Lançamento
O satélite foi lançado ao espaço em 25 de janeiro de 2018, às 22:20 UTC, por meio de um veículo Ariane 5 ECA a partir do Centro Espacial de Kourou, na Guiana Francesa, juntamente com o satélite Al Yah 3. Ele tinha uma massa de lançamento de 4423 kg.
O satélite estava originalmente programado para ser lançado por um foguete Falcon 9 Full Thrust. Porém, em agosto de 2017, os provedores de lançamento para o SES-12 e SES-14 foram invertidos, colocando o SES-14 em um Ariane 5 ECA.
Durante o procedimento de lançamento, o foguete da Arianespace perdeu contato com a base de telemetria, situada em Natal, Brasil. Quando a comunicação foi restabelecida, os satélites haviam sido colocados no espaço, mas não no ponto planejado. Quando a comunicação foi restabelecida, os satélites haviam sido colocados no espaço, mas não no ponto planejado, com uma inclinação de 20,6° em vez de 3°. O SES-14/GOLD levará cerca de um mês a mais para alcançar a órbita geoestacionária. As consequências sobre a vida útil do satélite não são conhecidas atualmente.

## Capacidade e cobertura
O SES-14/GOLD está equipado com transponder em banda C e banda Ku para prestar serviços de telecomunicações para o continente americano e a região do Atlântico Norte.